# Поліна і таємниця кіностудії
«Поліна і таємниця кіностудії» (англ. Polina and the mystery of a film studio; фр. Polina et le mystère d'un studio de cinéma), також відомий під робочою назвою «Поліна по той бік кіноекрану» (англ. Polina on the other side of the silver screen; фр. Polina de l'autre côté du grand écran) та під міжнародною кінопрокатною назвою «Магічна подорож» (англ. A Magical Journey; фр. Un voyage magique) — ко-продукційний українсько-бельгійський сімейний фільм-фентезі режисера Оліаса Барко. Фільм розповідає про 11-річну самотню дівчинку на ім'я Поліна, яка потрапляє по той бік кіноекрану, де живуть казкові герої і ховаються страшні таємниці.
Прем'єра стрічки в Україні відбулася 22 серпня 2019 року.

## Сюжет
Поліна нічого не знає про своє минуле і батьків. Вона живе в будинку зі злою тіткою та двоюрідним братом. Ті таємно планують позбутися дівчинки в день її народження, щоб отримати таємничу спадщину — кіностудію. Поліні вдається втекти, і вона вирушає в небезпечну подорож світами інших кінофільмів. Тут дівчина знаходить нових друзів, за допомогою яких вона має розгадати всі загадки та здійснити головну мету цієї дивовижної мандрівки — дізнатись правду про власну родину.

## Мова фільму
Фільм знятий французькою мовою (з невеликою кількістю реплік російською та англійською мовами). Для прокату в Україні фільм було повністю дубльовано українською.

## У ролях
У фільмі задіяно міжнародний акторський склад, включаючи європейських та українських зірок; 11-річна онучка Юрія Артеменка Поліна Печененко зіграла зокрема головну роль Поліни, силач Василь Вірастюк зіграв глухого вікінга, який закоханий у принцесу, Яна Новікова зіграла принцесу, а співачка Джамала — роль фрейліни королеви.
У головних ролях у фільмі зіграли:
- Поліна Печененко — Поліна
- Жан Рено — Екранна голограма
- Вірджинія Ледоєн — Мати
- Едуар Баер — Хімік
- Василь Вірастюк — Вікінг
- Евніка Саадвакасс — Боксерка
- Северія Янушаускайте — Тітка Поліни
- Сол Рубінек — Директор кіностудії
- Яна Новікова — Принцеса

## Українськомовне дублювання
Українськомовне дублювання створене у 2019 році на студії Postmodern Postproduction на замовлення компанії MMD UA.

## Виробництво
Виробництво стрічки планувалося як копродукція між Україною, Бельгією та Францією. Початково планувалося, що бюджет фільму розміром у 2 мільйони євро, буде порівно розділено між українськими та бельгійсько-французькими партнерами 50-на-50 й що фільм буде знято англійською. У кінцевому варіанті більшість реплік в оригіналі було знято французькою, з невеликою долею англомовних та російськомовних реплік.

### Кошторис
Кошторис фільму склав 54 мільйони гривень (~€2 млн.) Фільм став одним із переможців Восьмого конкурсного відбору Держкіно, яке виділило на створення фільму 10 млн 800 тис. грн, що становить 20 % від кошторисної вартості виробництва.

### Зйомки
Зйомки та виробництво фільму розпочалися 1 листопада 2015 року в Києві і проходили у павільйонах та на натурному майданчику кіностудії Film.ua. У листопаді 2017 року Держкіно повідомило, що експерти агенції переглянули завершений повнометражний художній фільм «Поліна».

## Реліз

### Реліз у кінопрокаті
Кінопрокатник UFD планував випустити стрічку в український прокат 25 травня 2017 року, але згодом реліз стрічки перенесли на 27 червня 2019. Пізніше реліз стрічки знову перенесли, цього разу на 22 серпня 2019 року; також змінився дистриб'ютор стрічки: з UFD на MMD UA.

### Реліз на телебаченні та домашньому відео
Телевізійна прем'єра відбулася 4 січня 2021 року на телеканалі 1+1. У вересні 2019 року фільм став доступним на vod-платформі sweet.tv.
У вересні 2021 року стало відомо що американська дистриб'юторська компанія Blue Fox Entertainment викупила міжнародні права на фільм і планує випустити його під назвою A Magical Journey (укр. Магічна подорож).

## Критика
Фільм отримав переважно негативні відгуки від українських кінокритиків; так кінокритик видання Ecranist Анатолій Гвоздецький оцінив стрічку у 1 з 10 зірочок підсумувавши свою рецензію саркастичною тезою «[Це] той випадок, коли найкращий актор у кадрі — Василь Вірастюк». Більшість з рецензентів зазначили, що фільму нічого запропонувати дорослій аудиторії й лише діти 0-10 років зможуть отримати насолоду від перегляду стрічки.